# ميخايلا كوسينوفا
ميخايلا كوسينوفا (ولدت في 29 ديسمبر 1988 في ترنسين، سلوفاكيا) عارضة أزياء سلوفاكية, فازت بالمركز الثاني في مسابقة ايليت موديل لوك السلوفاكية 2004 .

## روابط خارجية
- ميخايلا كوسينوفا على موقع دليل عارضات الأزياء (الإنجليزية)